# Vereaux
Vereaux é uma comuna francesa na região administrativa do Centro, no departamento Cher. Estende-se por uma área de 24 km². Em 2010 a comuna tinha 148 habitantes (densidade: 6,2 hab./km²).